# Lichte
Lichte es una localidad del municipio de Neuhaus am Rennweg, en el distrito de Sonneberg, en el estado federado de Turingia (Alemania), a una altitud de 580 metros. Su población a finales de 2016 era de unos 1500 habitantes.
Se encuentra ubicada al sur de la ciudad de Weimar, y a poca distancia al norte de la frontera con el estado de Baviera. La localidad fue fundada en 1952 mediante la unión en un solo ayuntamiento de cuatro aldeas de montaña colindantes las unas con las otras en torno al río del mismo nombre: Oberlichte, Wallendorf, Geiersthal y Bock und Teich. Fue municipio hasta 2019, cuando se integró en el territorio de la ciudad de Neuhaus am Rennweg. Antes de la reforma de 2019, pertenecía al distrito de Saalfeld-Rudolstadt.